# Forza Italia (2013)
Forza Italia (překlad „Vzhůru Itálie“, „Vpřed Itálie“ nebo „Pojď Itálie“; FI) je italská středopravicová politická strana, jejíž ideologie zahrnuje prvky liberálního konzervatismu, křesťanské demokracie a liberalismu.
Od založení strany až do své smrti v červnu 2023 byl vůdcem a předsedou strany Silvio Berlusconi (bývalý trojnásobný premiér Itálie). V současnosti stranu dočasně vede její místopředseda a národní koordinátor Antonio Tajani (místopředseda vlády Giorgie Meloniové, ministr zahraničí a bývalý předseda Evropského parlamentu, 2017–2019). Mezi další přední členy patří Marta Fascina (poslankyně a někdejší partnerka Berlusconiho), stejně jako ministři Gilberto Pichetto Fratin, Anna Maria Bernini, Paolo Zangrillo a Elisabetta Casellati (přesedkyně Senátu, 2018-2022). Do svého odchodu ze strany roku 2019 byl druhým mužem FI guvernér Ligurie Giovanni Toti.
Strana Forza Italia, zformovaná z Lidu svobody (PdL) v roce 2013, je oživením zaniklé Forza Italia (FI), aktivní v letech 1994 až 2009, kdy byla sloučena s Národní aliancí (AN) a několika menšími stranami, čímž vznikl PdL. Současná Forza Italia je mnohem menší strana než původní PdL, který utrpěl tři ničivé rozkoly: oddělily se z něj strany Budoucnost a svoboda (2010), Bratři Itálie (2012) a Nová středopravice (2013). Ve všeobecných volbách v roce 2018 byla FI předstižena Ligou severu jako největší strana Středopravicové koalice a od roku 2019 zaostává v průzkumech veřejného mínění také za Bratry Itálie. Podpora FI v průzkumech dlouhodobě klesá a v současnosti činí asi osm procent.
Od strany se v poslední době oddělila uskupení Cambiamo! (2019) a Coraggio Italia (2021). Někdejší ministryně ve vládě Maria Draghiho Mara Carfagna a Mariastella Gelmini stranu opustily kvůli jejímu postoji vůči Draghimu a ruské invazi na Ukrajinu.
FI je členem Evropské lidové strany (EPP).

## Současné vedení
- Předseda (Presidente): Silvio Berlusconi (od 2013)
  - Místopředseda (Vicepresidente): Antonio Tajani (od 2018)
- Lídr v Poslanecké sněmovně: Paolo Barelli (od 2021)
- Lídryně v Senátu: Anna Maria Bernini (od 2021)
- Ministři ve vládě Maria Draghiho: Renato Brunetta (ministr pro veřejnou správu); Mariastella Gelmini (ministryně pro záležitosti regionů); Mara Carfagna (ministryně pro jih)

## Volební výsledky

### Poslanecká sněmovna
| Volby | Hlasy     | Hlasy | Mandáty | Mandáty | Pozice | Postavení |
| Volby | Abs.      | %     | Abs.    | ±       | Pozice | Postavení |
| ----- | --------- | ----- | ------- | ------- | ------ | --------- |
| 2018  | 4 596 956 | 14.0  | 106/630 | ▲8      | ▼4.    | Opozice   |
| 2022  | 2 278 217 | 8.1   | 45/400  | ▼       | ▼5.    | Vláda     |

### Senát
| Volby | Hlasy     | Hlasy | Mandáty | Mandáty | Pozice |
| Volby | Abs.      | %     | Abs.    | ±       | Pozice |
| ----- | --------- | ----- | ------- | ------- | ------ |
| 2018  | 4 358 004 | 14.4  | 58/315  | ▼40     | ▼3.    |
| 2022  | 2 279 802 | 8.3   | 18/200  | ▼       | ▼5.    |

### Evropský parlament
| Volby | Hlasy     | Hlasy | Mandáty | Mandáty | Pozice |
| Volby | Abs.      | %     | Abs.    | ±       | Pozice |
| ----- | --------- | ----- | ------- | ------- | ------ |
| 2014  | 4 614 364 | 16.8  | 13/73   | ▼16     | ▼3.    |
| 2019  | 2 351 673 | 8.8   | 7/76    | ▼6      | ▼4.    |

### Regionální parlamenty
| Region                    | Rok  | Hlasy           | %               | Mandáty | ±   |
| ------------------------- | ---- | --------------- | --------------- | ------- | --- |
| Údolí Aosty               | 2020 | V koalici s FdI | V koalici s FdI | 0/35    | ▬0  |
| Piemont                   | 2019 | 161 137         | 8.4             | 3/51    | ▼3  |
| Lombardie                 | 2023 | 208 420         | 7.2             | 6/80    | ▼8  |
| Jižní Tyrolsko            | 2023 | 1 625           | 0.6             | 0/35    | ▬0  |
| Tridentsko                | 2023 | 4 680           | 2.0             | 0/35    | ▼1  |
| Benátsko                  | 2020 | 73 244          | 3.6             | 2/51    | ▼1  |
| Furlansko-Julské Benátsko | 2023 | 26 329          | 6.7             | 3/49    | ▼2  |
| Emilia-Romagna            | 2020 | 55 317          | 2.6             | 1/50    | ▼1  |
| Ligurie                   | 2020 | 33 040          | 5.3             | 1/31    | ▼2  |
| Toskánsko                 | 2020 | V koalici s UDC | V koalici s UDC | 1/41    | ▼14 |
| Marche                    | 2020 | 36 716          | 5.9             | 2/31    | ▬0  |
| Umbrie                    | 2019 | 22 991          | 5.5             | 1/21    | ▼1  |
| Lazio                     | 2023 | 130 368         | 8.4             | 3/51    | ▼3  |
| Abruzzo                   | 2019 | 54 223          | 9.0             | 3/31    | ▼2  |
| Molise                    | 2023 | 16 924          | 12.0            | 4/21    | ▬0  |
| Kampánie                  | 2020 | 121 695         | 5.2             | 2/51    | ▼5  |
| Apulie                    | 2020 | 149 399         | 8.9             | 4/51    | ▼1  |
| Basilicata                | 2019 | 26 457          | 9.1             | 3/21    | ▬0  |
| Kalábrie                  | 2021 | 131 882         | 17.3            | 8/31    | ▲3  |
| Sicílie                   | 2022 | 275 736         | 14.8            | 13/70   | ▼1  |
| Sardinie                  | 2019 | 56 450          | 8.0             | 6/60    | ▼5  |